# Bruno Streit

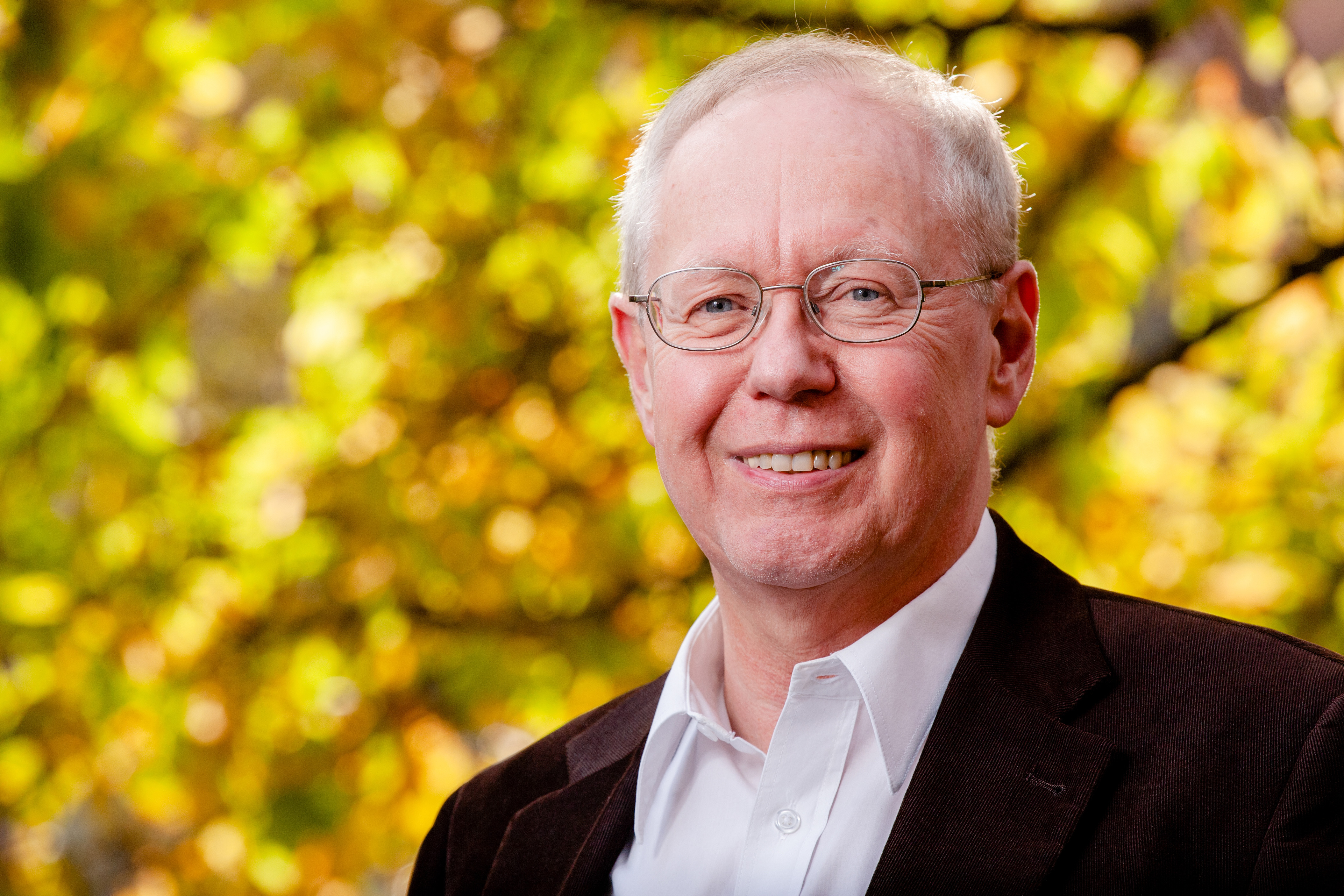
Bruno Streit (2018)

Bruno Streit (* 4. März 1948 in Basel) ist ein Schweizer Ökologe und
Professor für Ökologie und Evolution am Fachbereich Biowissenschaften der Johann Wolfgang Goethe-Universität in Frankfurt am Main.

## Biographie
Streit besuchte das Mathematisch-Naturwissenschaftliche Gymnasium in Basel, das er 1967 mit der Maturität abschloss. 1967 bis 1971 studierte Streit Biologie im Hauptfach sowie Chemie, Mathematik, und Geologie/Paläontologie als Nebenfächer an der Universität Basel. Ergänzende Kurse über Limnologie belegte er an der Universität Freiburg i.Br. (bei Hans-Joachim Elster und Jürgen Schwoerbel) sowie an der Universität Zürich über Mikrobiologie und Molekularbiologie (unter anderem bei Charles Weissmann). In seiner Diplomarbeit untersuchte er den hydrologisch-biologischen Zustand der Aare unterhalb des Kernkraftwerks Beznau. In der Promotionsarbeit (1972–75) und in darauf aufbauenden Arbeiten, die er am Limnologischen Institut der Universität Konstanz anfertigte, analysierte er den Kohlenstoff- und Energiehaushalt in Populationen der Flussmützenschnecke (Ancylus fluviatilis). Von 1975 bis 1978 leitete er eine kleine Forschungsgruppe im DFG-Schwerpunkt-Programm "Nahrungskettenprobleme", das sich der Bioakkumulation und Ökotoxizität von Pestiziden in Gewässergemeinschaften widmete.
1978 wurde er wissenschaftlicher Assistent am Zoologischen Institut der Universität Basel, habilitierte 1979 und erhielt 1980 eine Dozentur für Zoologie. Nun widmete er sich schwerpunktmäßig der Bodenökologie sowie der Ökotoxikologie von Schwermetallen. 1982 bis 1984 forschte er auf Einladung von Paul R. Ehrlich als Research Associate am Department of Biological Sciences der Stanford University (USA), bis ihn ein Ruf an die Johann Wolfgang Goethe-Universität in Frankfurt am Main lockte, wo er von 1985 bis September 2013 als Lehrstuhlinhaber die Abteilung Ökologie und Evolution leitete. Vom 1. Oktober 2013 bis Anfang 2020 hatte er eine Seniorprofessur inne und unterrichtete im Fachbereich 15 Biowissenschaften die Evolutionsbiologie sowie Aspekte der Biodiversitätsforschung. Nach Ende seiner Seniorprofessur ist Streit seit 1. April 2020 Mitglied der Abteilung „Evolutionary Ecology and Environmental Toxicology“ von Prof. Dr. Henner Hollert.
Streit war mit der Helgoländerin Sigrid Streit, geb. Ohlsen, verheiratet († 2009).

## Hauptarbeitsbereiche
Seine frühen Forschungsarbeiten konzentrierten sich auf Analysen des Energie- und Kohlenstoff-Flusses in Tier-Populationen. Methodisch darauf aufbauend analysierte er die Austauschkinetik und den Mechanismus der Bioakkumulation von organischen und anorganischen Umweltschadstoffen in Organismen. Er wies die große Bedeutung des diffusiven Stoffaustauschs lipophiler Verbindungen über permeable Membranen der Haut und Kiemen zwischen umgebendem Wasser und vielen aquatischen Organismen nach, welcher geschwindigkeits- und mengenmäßig den Nahrungskettenpfad oder den Eliminationspfad über den Harn vielfach übersteigt. Er wies auf die ökologische Relevanz der chemischen Speziierung toxischer Stoffe für die Aufnahme, den internen Transport im Organismus, die Biokonzentration und die Wirkung im Organismus hin.
In späterer Zeit arbeitete er mit seiner Gruppe über die Evolutionsökologie verschiedener Taxa (vor allem Schnecken, Daphnien und ausgewählte Gattungen der Wirbeltiere) unter Anwendung molekulargenetischer, evolutionsbiologischer und verhaltensökologischer Ansätze und Methoden. Zentrale Inhalte betrafen Fragen der evolutiven Artbildung und der Hybridisierung, auch in ihrer Bedeutung für den Artenschutz. Er engagierte sich an der Etablierung und als Kooperationspartner des Senckenberg Biodiversität und Klima Forschungszentrums. Mittlerweile beleuchtet er die weltweite Transformation der Biodiversität infolge verstärkter Bevölkerungsdrücke, Flächen- und Ressourcennutzungen, durch invasive Arten sowie stoffliche und klimatische Belastungen und diskutiert die rasanten Änderungen auch im Angesicht menschlicher Expansions-, Konsum- und Verhaltensstrategien.

## Exemplarisches
- In seiner Ökologie von 1980 wies Streit unter anderem auf kommende globale Bevölkerungs- und Demographieverschiebungen und auch auf die signifikant zunehmende CO2-Konzentration der Atmosphäre mit den bereits als wahrscheinlich erkannten Zusammenhängen zum Klimawandel hin. Dies waren damals inhaltlich neuartige Themen auf dem Ökologie-Lehrbuchmarkt.
- Auf die biologischen Charakteristika und die Auswirkungen invasiver Tier- und Pflanzenarten für Umwelt und Naturschutz wies er 1991 in einer Schrift des damaligen Bundesministeriums für Forschung und Technologie hin, als diese Thematik in Mitteleuropa noch weitgehend unbeachtet war[6]. Seine Gruppe war die erste, die konkret die ökonomische Dimension des Invasionsphänomens approximierte[7].
- Streit war 2004 Mitbegründer von BioFrankfurt e.V., dem Netzwerk für Biodiversität, dessen Sprecher und Koordinator er seitdem ist. Das Netzwerk aus führenden Institutionen des Rhein-Main-Gebiets weist auf die ökologische, ökonomische und gesellschaftlich-kulturelle Bedeutung des biologischen Reichtums der Erde für künftige Generationen hin, unterstützt die Koordination von Bildungsarbeit und den Zusammenschluss von Forschung und Schutzmaßnahmen. Es führte (als ehemals bundesweit erste Institution) Umfragen und Analysen zur Wahrnehmung der Biodiversitätsproblematik in der Bevölkerung durch.[8]

## Trivia
- Streit zu Ehren wurde 1995 die auf Bambuspflanzen lebende 6 mm große malaiische Raubwanze Emesopsis streiti benannt.[9]

## Schriften (Auswahl)
Bruno Streit ist Autor bzw. Coautor oder Herausgeber von über 220 vorwiegend internationalen wissenschaftlichen Publikationen, darunter Büchern und Sammelwerken:
- Ökologie. Ein Kurzlehrbuch. G. Thieme, Stuttgart 1980, ISBN 3-13-583501-4.
- als Hrsg.: Evolutionsprozesse im Tierreich. Birkhäuser Verlag, Basel 1990, ISBN 3-7643-2436-8.
- Lexikon Ökotoxikologie. 2., aktual. und erw. Auflage. VCH, Weinheim 1994, ISBN 3-527-30053-8.
- mit B. Schierwater, G. P. Wagner und R. DeSalle (Hrsg.): Molecular Ecology and Evolution: Approaches and applications. Birkhäuser, Basel/Boston 1994, ISBN 3-7643-2942-4.
- mit T. Städler (Hrsg.): Population Biology of Freshwater Invertebrates. In: Experientia. Band 51, Nr. 5, 1995, S. 423–544.
- mit T. Städler und C. M. Lively (Hrsg.): Evolutionary Ecology of Freshwater Animals. Concepts and Case Studies. Birkhäuser, Basel/Boston 1997, ISBN 3-7643-5694-4.
- mit T. Braunbeck und D. E. Hinton (Hrsg.): Fish Ecotoxicology. Birkhäuser, Basel / Berlin / Boston 1998, ISBN 3-7643-5819-X.
- Was ist Biodiversität? Erforschung, Schutz und Wert biologischer Vielfalt. C.H. Beck, München 2007, ISBN 978-3-406-53617-5. (Vietnamesische Ausgabe unter dem Titel Đa dạng sinh học, Hà Nội 2011)
- mit K. Schwenk und N. Brede (Hrsg.): Hybridization in Animals – Extent, Processes and Evolutionary Impact. (= Philosophical transactions of the Royal Society of London. Series B, Biological sciences, v. 363, no. 1505). 2008, ISBN 978-0-85403-702-5.